# Мирзахмедов, Абдулла
Абдулла Мирзахмедов — советский узбекистанский хозяйственный деятель, Герой Социалистического Труда.

## Биография
Родился в 1907 году в кишлаке Шаханд. Член КПСС с 1953 года.
В 1928—1938 — колхозник, табельщик, в 1938—1967 — председатель, в 1967—1976 — инженер-гидротехник колхоза «Узбекистан» Тюря-Курганского района Наманганской области.
Указом Президиума Верховного Совета СССР от 11 января 1957 года присвоено звание Героя Социалистического Труда с вручением ордена Ленина и золотой медали «Серп и Молот».
Умер после 1976 года в Наманганской области.

## Награды и звания
- Герой Социалистического Труда (11.01.1957)
- Орден Ленина (11.01.1957)